# Немовицька сільська територіальна громада
Немовицька сільська громада — територіальна громада України, в Сарненському районі Рівненської області. Адміністративний центр — село Немовичі.
Площа громади — 278,08 км², населення — 11 232 мешканці (2018).
Утворена 7 червня 2017 року шляхом об'єднання Зносицької, Немовицької та Тинненської сільських рад Сарненського району.

## Населені пункти
До складу громади входять 1 селище (Немовичі) і 5 сіл: Гута-Перейма, Зносичі, Катеринівка, Немовичі, Тинне.